# Esiah

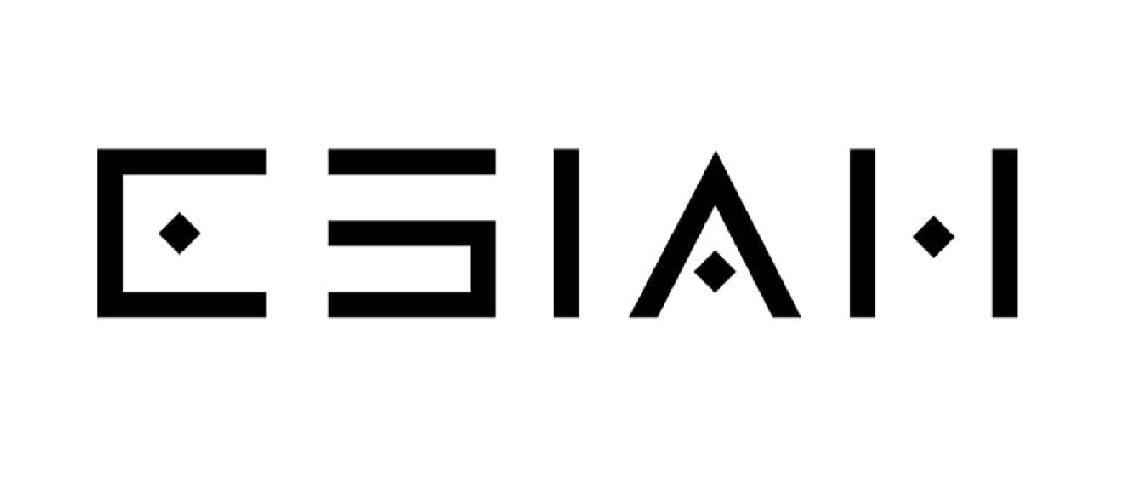
Esiah-Logo

Esiah (* 26. Mai 1983 in Cape Coast, Ghana; bürgerlich Theophilus Esiah Ambolley) ist ein deutscher Rapper und Songwriter. Er ist in Hamburg ansässig. Seine Karriere begann er unter dem Künstlernamen Cazino (CAZ).

## Leben und Karriere

### Früheres Leben und Anfänge
Esiah wurde in Cape Coast, Ghana, als Sohn eines Navy-Soldaten geboren. Seine Eltern trennten sich früh, daher wurde er in seinen ersten Lebensjahren, neben dem Internat, in dem er viel Zeit verbrachte, von seiner Großmutter väterlicherseits großgezogen.
Mit 10 Jahren kam er nach Deutschland und lebte bei seiner deutschen Stiefmutter und seinem Vater, der als DJ arbeitete. Sein Vater führte ihn in die Welt der Soul-, Reggae- und Disco-Musik ein.
In seiner Jugend entdeckte er durch Künstler wie Nas, Mobb Deep und besonders durch Rakim seine Faszination für die Hip-Hop-Kultur.
Esiah fing an, seine ersten Reime zu schreiben, und gründete im Grindelviertel seine erste Gruppe R&B. Seine Bandmitglieder lernte er in der African Heritage (eine von der südafrikanischen Gospel-Musikerin Audrey Motaung geleitete Kulturschule für afrikanische Jugendliche) kennen. Nach knapp zwei Jahren löste sich die Gruppe auf.
Zwei Jahre darauf gründete er in Mümmelmannsberg erneut mit vier weiteren Mitgliedern seine zweite Musikgruppe No Question. Unterstützung erhielt die Band durch die Stiftung Lass’ 1000 Steine rollen, die seine ersten Auftritte in der Markthalle Hamburg organisierten. Dies ebnete ihm und seiner Gruppe den Weg in die Underground-Hip-Hop-Szene Hamburgs.
Die dritte Gruppe namens Cazino folgte vier Jahre später, die er gemeinsam mit drei weiteren Mitgliedern im Stadtteil Horn gründete. In dieser Zeit schloss sich Cazino mit der Gruppe Deuce Clan zusammen und riefen FL (Fremdenlegion) ins Leben. Durch eine Kooperation mit dem Hip-Hop-Klamottenlabel Black Bomb bekamen sie von einigen Mitgliedern der Brothers Keepers Support für eines ihrer Auftritte als Vorgruppe in Heidelberg. Nach mehr als vier Jahren löste sich auch die Gruppe Cazino auf.

### 2006–2014: Cazino (CAZ)
Den Namen Cazino (CAZ) trug Esiah weiter und trat in dem Musikvideo von dem Künstler Bootsy Collins gemeinsam mit Smudo von den Fantastischen Vier, Massive Töne und einigen weiteren Hip-Hop-Künstlern auf. Des Weiteren war er in einem Musikvideo von Massiv zu sehen.
Mit Zeitlos Records und der Unterstützung des Produzenten T.o.c.t.i.c entstanden einige sehr von Erlebnissen und Emotionen geprägte Songs und 2006 die Doppel-EP Der Glaube in mir. Mit Volkan Horn, einer der Mitgründer von Cazino und dem Produzenten Down N' Out, veröffentlichte Esiah das seinem Viertel gewidmete Lied Horn 22119, das auf der Doppel-EP Der Glaube in mir zu hören ist.
2009 veröffentlichte er über die Plattenlabels Zeitlos Records und Sony das Album Cazino. Durch die Zusammenarbeit mit den Produzenten Down N' Out, T-Town und Jan Zapanta entstanden Songs wie Strasse, Hoffnung, Zusamm' sterben und Schmerz, welcher 2010 als letzte Single mit Musikvideo aus dem Album hervorging. Das Musikvideo Schmerz schaffte es 2012 auf Platz 2 des Yavido-Hotlist-Ranking.
Mit OZ-Music produzierte Esiah ein Album mit dem Namen Wenn nichts mehr geht. Die gleichnamige Single wurde ausgekoppelt und das Musikvideo landete bei der Chartlist von Yavido auf dem ersten Platz und hielt sich dort zwei Monate lang. Des Weiteren gingen die Musikvideos Moderne Sklaven und Entzug aus diesem Album hervor.
Als Dank für den Support seiner Fans veröffentlichte er in den Jahren 2013 und 2014 zwei Promotion-Videos namens Horizon und Narben der Zeit. Zeitgleich wurde sein Song Emblem auf der Big Mama-Kompilation vom Hamburger Diskjockeys DJ Sting veröffentlicht. Zudem wurde das Musikvideo Emblem auf Platz 1 der Yavido-Hotlist gewählt. Emblem sollte der Titel seines nächsten Albums werden, welches nie erschien.
Esiah wurde von dem Thug Life Label als Model angeworben. Die Shootings fanden in Berlin statt. Esiah entschied sich, infolge künstlerischer Differenzen, das Projekt nicht weiter fortzuführen. Aufgrund eines seiner Fotos, das im Internet kursierte, wurde er von einem Agenten zum Casting des Filmes All Eyez on Me eingeladen, um als Darsteller in einer Biografieverfilmung den US-Rapper Tupac Shakur zu verkörpern. Aufgrund familiärer Umstände konnte er das Angebot nicht wahrnehmen.
Esiah zog sich zurück und schrieb nebenbei Songtexte für andere Künstler.

### Seit 2018: Esiah
Nach einer dreijährigen künstlerischen Pause meldet er sich unter seinem Geburtsnamen Esiah zurück. Sein Stil ist eine Kombination aus Conscious Rap gepaart mit Street Rap, wobei der Fokus eher in der Erzählung und nicht in der Nutzung von Kraftausdrücken liegt. Er bezeichnet diesen Stil als Fusion.
Esiah arbeitet mit dem Produzenten Eric Barclay und dem Vertrieb von Believe Germany zusammen.
Seine erste Single Sag es laut (HH) widmete er 2018 seiner Heimatstadt Hamburg, wo er seine Jugend verbrachte und seine Karriere begann. Das dazugehörige Musikvideo, gedreht von dem Director Micfer, wurde in verschiedenen Stadtteilen der Hansestadt aufgenommen und soll die Vielfalt der Großstadt repräsentieren.
2019 folgte die Single Chilla (Esiah Dynastie), mit einem Gastbeitrag des französischen Opernsängers Uly E. Neuens. Mit der Medienagentur Elbpicturez entstand für diesen Song ein Musikvideo.
Mit dem Song Cypher brachte der Hamburger Produzent und Künstler Phil Da Beat einige begabte Künstler der Hamburger Rap-Szene zusammen. Esiah beendete den Song Cypher mit einem Rap-Part. Der Song erschien im Jahre 2019 auf dem Album 1984.
Im April 2020 erschien seine Single Oldschool, die in Zusammenarbeit mit Cristiano de Brito entstand. Esiahs Hommage an das goldene Zeitalter des Hip-Hop und an alle großen Künstler, die den Hip-Hop geprägt haben. Auch hier entstand das Musikvideo in Zusammenarbeit mit Elbpicturez.
Zuletzt erschien im November 2020 die Single Love gefeatured von den Hamburger Künstlern Quintin und Prisc Dei. In dem Song geht Esiah auf die positiven und negativen Ebenen der Liebe ein.
Die fünfte Single des Rappers Esiah trägt seinen eigenen Namen und ist der erste Release des Jahres 2021. E.S.I.A.H. erschien im Mai 2021 und wird von dem Hamburger Künstler Colrs gefeatured und durch die Vocals der auch aus Hamburg stammenden Sängerin Sezou untermalt. Der gleichnamige Song des Rappers spiegelt die Fusion Music Art durch die Kombination verschiedener Hip-Hop-Genres wider.
B.I.G. (Born in Ghana) ist der Song, der Esiah am meisten reflektiert. Es handelt sich um einen persönlichen Song, der direkt aus dem Leben gegriffen ist. Die zwei Seiten seiner Welt und Kultur: Er ist Ghanaer und Deutscher zugleich und sieht dies als eine Bereicherung. Den Song untermalt die Hamburger Sängerin Eileen Hamlet als Vocal und erschien im September 2021.
Im Oktober 2021 erschien der Song Sonne. Es ist ein Liebeslied und steht hierbei metaphorisch für die Liebe. Die Hamburger Künstlerin Eileen Hamlet mischt bei diesem Song die afrikanischen Rhythmen mit deutschem Pop. Unterstützt wird der Song mit einem Feature von Esiah.
Hallo beschreibt den Augenblick der Anziehung zwischen zwei Personen. Die Single erschien im April 2022 und wird von dem Hamburger Sänger Begavi gefeatured.
Zuletzt erschien im April 2023 seine Single Frei. Der Song wird von der Gesangskunst der Hamburger Sängerin Melissa Audreys untermalt. Der Song Frei steht für die Einzigartigkeit eines Künstlers. In der Kunst gibt es keine Grenzen, sondern nur kommerzielles Denken. Frei bedeutet, die Freiheit zu denken und zu erschaffen. Dieser Song ist die Interpretation seiner Kunst.

## Diskografie
| Jahr | Titel                               | Erstveröffentlichung | Produzent                           | Label                    | Anmerkung                                                                     |
| ---- | ----------------------------------- | -------------------- | ----------------------------------- | ------------------------ | ----------------------------------------------------------------------------- |
| 2006 | Der Glaube in mir                   | 2006 als Cazino      | T.o.c.t.i.c                         |                          | Doppel-EP                                                                     |
| 2009 | Cazino                              | 2009 als Cazino      | Down N' Out, T-Town und Jan Zapenta | Zeitlos Records und Sony | Album                                                                         |
| 2011 | Schmerz                             | 2011 als Cazino      | Oz-Music                            | Zeitlos Records und Sony | Aus dem Album Cazino, Musikvideo Schmerz Platz 2 auf Yavido Hotlist Ranking   |
| 2011 | Wenn nichts mehr geht               | 2011 als Cazino      | Oz-Music                            |                          | Album, Musikvideo Wenn nichts mehr geht auf Patz 1 auf Yavido Hotlist Ranking |
| 2012 | Emblem                              | 2012 als Cazino      | DJ Sting                            |                          | Combilation, Featuring DJ Sting, Patz 1 auf Yavido Hotlist Ranking            |
| 2012 | Rap (Remix)                         | 2012 als Cazino      | Murda-Beatz                         |                          | Murda-Beatz Featuring Cazino                                                  |
| 2013 | Horizon                             | 2013 als Cazino      | Oz-Music                            |                          | Single, Featuring M                                                           |
| 2013 | Wenn ich groß bin (Narben der Zeit) | 2013 als Cazino      | Oz-Music                            |                          | Single, Featuring Begavi                                                      |
| 2013 | Gegenwind                           | 2013 als Cazino      | LECA Digital                        |                          | Single, Featuring Begavi                                                      |
| 2013 | Heute                               | 2013 als Cazino      | LECA Digital                        |                          | Single                                                                        |
| 2014 | Glücklich sein                      | 2014 als Cazino      | Idref                               | Extrem Funktion Movement | Idref Featuring Esiah                                                         |
| 2014 | Stimme deines Herzens               | 2014 als Cazino      | LECA Digital                        |                          | Single Featuring Michael Quintin                                              |
| 2018 | Sag es laut (HH)                    | 14. Januar 2018      | Eric Barclay                        | Fusion Music             | Single                                                                        |
| 2019 | Chilla (Esiah Dynastie)             | 20. Dezember 2019    | Eric Barclay                        | Fusion Music             | Single, Featuring Uly E. Neuens                                               |
| 2019 | Cypher                              | 20. Dezember 2019    | Phil Da Beat                        |                          | Phil Da Beat Featuring Mista K, Molley, Sash Deman, Kai Nawab & Esiah         |
| 2020 | Oldschool                           | 24. April 2020       | Eric Barclay                        | Fusion Music             | Single, Featuring Cristiano de Brito                                          |
| 2020 | Love                                | 20. November 2020    | Eric Barclay                        | Fusion Music             | Single, Featuring Quintin & Prisc Dei                                         |
| 2021 | E.S.I.A.H.                          | 21. Mai. 2021        | Eric Barclay                        | Fusion Music             | Single, Featuring Colrs & Sezou                                               |
| 2021 | B.I.G. (Born In Ghana)              | 10. September 2021   | Eric Barclay                        | Fusion Music             | Single, Featuring Eileen Hamlet                                               |
| 2021 | Sonne                               | 22. Oktober 2021     | Eric Barclay                        | Fusion Music             | Eileen Hamlet Featuring Esiah                                                 |
| 2022 | Hallo                               | 22. April 2022       | Eric Barclay                        | Fusion Music             | Single, Featuring Begavi                                                      |
| 2023 | Frei                                | 06. April 2023       | Eric Barclay                        | Fusion Music             | Single, Featuring Melissa Audrey                                              |